# Inscrutabili Dei consilio
Inscrutabili Dei consilio, en español, Por inescrutable designio divino, es la primera encíclica de León XIII, publicada el domingo de Pascua, 21 de abril de 1878. En ella expone los males que aquejan a la sociedad civil y los remedios que debe poner la Iglesia para superarlos.

## Contexto histórico
Cuando fallece Pío IX el 8 de febrero de 1878, y se convoca el Cónclave de 1878 para la elección de su sucesor, no habían pasado aún ocho años desde la toma de Roma por las tropas italianas.
La cuestión romana se situaba en el primer plano de las preocupación del papa, y a León XIII le correspondía continuar o suavizar la postura mantenida en esta cuestión por parte de Pío IX. En su primera encíclica el papa se refiere a esta cuestión, pero la sitúa en el marco de los males que aquejan a la humanidad, y de los problemas doctrinales a los que ha de enfrentarse la iglesia.

## Contenido
León XIII inicia la encíclica refiriéndose a su elección como sumo pontífice.

Inscrutabili Dei consilio ad Apostolicae Dignitatis fastigium licet immerentes
evecti, vehementi statim desiderio ac veluti necessitate urgeri Nos sensimus, Vos litteris alloquendi, non modo ut sensus intimae dilectionis Nostrae Vobis expromeremus, sed etiam ut Vos in partem sollicitudinis Nostrae vocatos, ad sustinendam Nobiscum horum temporum dimicationem pro Ecclesia Dei et pro salute animarum, ex munere Nobis divinitus credito confirmaremus.
Elevados, aunque sin merecerlo, por inescrutables designios de Dios, a la cumbre de la dignidad Apostólica, al momento sentimos vehemente deseo y necesidad de dirigiros nuestras palabras, no sólo para manifestaros los sentimientos de nuestro amor íntimo, sino para alentaros también a vosotros, que sois los llamados a compartir con Nos nuestra solicitud, a sostener juntamente con nosotros la lucha de nuestros tiempos en defensa de la Iglesia de Dios y la salvación de las almas, cumpliendo en esto el encargo que Dios nos ha confiado.

Inicia la encíclica exponiendo los males en ese momento afligen a  la humanidad: el rechazo de las verdades eternas que sostienen el orden moral y la potestad legítima, los conflictos y luchas que provocan ese rechazo; el desprecio de la ley, la codicia y la falsa defensa de la libertad.
El papa muestra el origen de esos males en el desprecio a la autoridad de la Iglesia, una actitud que tiene su reflejo en los ataques a la Iglesia católica, a la que con frecuencia se presenta calumniosamente como enemiga de la civilización, cómo se dificulta el ejercicio del sacerdocio, y se viola el derecho de la Iglesia a instruir y educar a la juventud. El papa se refiere a esta situación porque ella muestra especialmente

la gravedad que han alcanzado las cuestiones que deben ser objeto de Nuestro ministerio y de Nuestro celo, y con cuanto empeño debemos dedicarnos a defender y amparar con todas Nuestras fuerzas a la Iglesia de Cristo y a la dignidad de esta Sede Apostólica atacada especialmente en los actuales y calamitosos tiempos con tantas calumnias.

Un objetivo que está presente en la ilegítima ocupación de la potestad civil del romano pontífice, que ha garantizado durante siglos ejercer libremente su ministerio.
Los fundamentos sólidos de la civilización se apoyan en las verdades y las leyes eternas; en la justicia y en el amor que aúna las voluntades y conjuga derechos y deberes. Innegable es la labor que la Iglesia ha realizado en este sentido mediante la difusión del evangelio; de este modo se ha alejado a los pueblos salvajes de las supersticiones, se ha desterrado la esclavitud, se han difundido las artes y las ciencias, ha aliviado las miserias de los indigentes y ha promovido un género de vida conforme con la dignidad de la naturaleza humana.
Sin embargo, no es un verdadero progreso de la sociedad el que desprecia el poder legítimo, confunde la libertad con el libre goce de las concupiscencias y la impunidad de los crímenes. Siendo falsos estos principios, no pueden perfeccionar la naturaleza humana, pues el pecado hace a los hombres desgraciados.
El papa recuerda el papel que la Santa Sede ha desempeñado en el progreso de la civilización,

¡Grande gloria es para los Pontífices Máximos la de haberse puesto constantemente, como baluarte inquebrantable, para que la sociedad no volviera a caer en la antigua superstición y barbarie!

Así, la misma Italia debe reconocerse, en gran parte, deudora de los papas, pues ellos la han defendido de los ataques enemigos, la libró del exterminio que le amenazaban los pueblos bárbaros, mantuvo en ella la luz de la ciencia y del arte. Solo la hostilidad y la calumnia pueden afirmar que la Sede Apostólica es un obstáculo para la civilización y la felicidad de Roma.
Innegable es pues la influencia de la autoridad de la Cátedra Romana para el bien y la utilidad de la humanidad, este es el motivo por el que hemos de defender los derechos y la libertad de la Santa Sede, y procurara remover los obstáculos que la pueden alterar. Por esto

en cumplimiento de Nuestro encargo, por el que venimos obligados a defender los derechos de la Iglesia, de ninguna manera podemos pasar en silencio las declaraciones y protestas que Nuestro Predecesor Pío IX, de feliz memoria, hizo repetidamente, ya contra la ocupación del principado civil, ya contra la violación de los derechos de la Iglesia Romana

No se trata de ambición personal, ni de voluntad de poder por parte de la Santa Sede, por ello declaraba que 

el principado nos es necesario par conservar y defender la libertad del poder espiritual [...] Cuando se trata del principado temporal de la Sede Apostólica, se trata del mismo bien público y de la salvación de toda la sociedad humana

El papa hace un llamamiento a los gobiernos para que, conscientes de que el bien de la sociedad se apoya en el respeto a los derechos de la Iglesia, cuiden aliviar los males que le afligen; exhorta también  a los obispos para procuren infundir en los fieles al amor a la religión y la unión con Roma,
A los obispos les corresponde defender la fe, y procurar que llegue a todos la enseñanza de la buena doctrina, contrarrestando así las falsas doctrinas que los enemigos de la religión tratan de difundir entre los ignorantes y especialmente entre la juventud. Por ello, se ha de procurar que la enseñanza, tanto de las letras como de las ciencias, y especialmente de la filosofía sea conforme a la fe católica.

Tan deplorables y graves desórdenes, Venerables Hermanos, no pueden menos de excitar y mover vuestro celos a amonestar con perseverante insistencia a los fieles confiados a vuestro cuidado, a que presten dócil oído a las enseñanzas que se refieren a la santidad del matrimonio cristiano y obedezcan las leyes con que la Iglesia regula los deberes de los cónyuges y de su prole

La actuación de los enemigos de la religión exige empeñarse en la enseñanza de modo que tanto las ciencias y las letras, como especialmente la filosofía, se muestren conformes a la fe, tal como han enseñado con sus escritos San Agustín y Santo Tomás de Aquino. Precisamente a la restauración de la filosofía cristiana conforme a la doctrina de Santo Tomás de Aquíno, dedicó el papa la encíclica Æterni Patris, publicada el siguiente año (1879).
Antes de terminar la encíclica el papa se refiere a los motivos de esperanza que supone saber que Dios ha hecho a los hombres capaces de mejoramiento y ha instituido la Iglesia para la salvación de las gentes. También  la unión y fidelidad y la adhesión a su persona especialmente puestos de manifiesto con motivos del inicio de su pontificado refuerzan esa esperanza. Con estas  convicciones en la mente, el papa se refiere al júbilo que supone recodar la Pascua de la Resurrección, y por tanto la redención del género humano, e imparte a los obispos y sus fieles la bendición apostólica.